# گروه ایستگاه‌های لندن
گروه ایستگاه‌های لندن (به انگلیسی: London station group) شامل چند ایستگاه راه‌آهن در شهر لندن می‌شود که در بخش لندن مرکزی قرار دارد و از ایستگاه‌های مهم و اصلی این شهر محسوب میشود.
این ایستگاه‌ها که در تحت مدیریت شرکت نشنال ریل قرار دارند بیشتر آنها ایستگاه‌های پایانی خط‌های مختلف هستند.

## ایستگاه‌ها
ایستگاه‌ها تا سال ۲۰۲۵:
- بلکفرایرز
- خیابان کنن
- چرینگ کراس
- سیتی تیمزلینک
- یوستون
- خیابان فنچورچ
- کینگز کراس
- لیورپول
- پل لندن
- ماریلبون
- مورگیت
- اولد استریت
- پادینگتون
- سنت پنکراس
- ووکسال
- ویکتوریا
- واترلو
- واترلو شرقی

## آمار ایستگاه‌ها
| ایستگاه       | تصویر | موقعیت        | مختصات                                                | مدیریت توسط                                                             | سرویس‌های لندن | سرویس‌های ملی                                                                                             | ورود/خروج سالانه (میلیون) | ورود/خروج سالانه (میلیون) | ورود/خروج سالانه (میلیون) | ورود/خروج سالانه (میلیون) | تاریخ افتتاح | سکوها    | سکوها   | رده‌بندی |
| ایستگاه       | تصویر | موقعیت        | مختصات                                                | مدیریت توسط                                                             | سرویس‌های لندن | سرویس‌های ملی                                                                                             | ۲۰۰۶/۷                    | ۲۰۰۷/۸                    | ۲۰۰۸/۹                    | ۲۰۰۹/۱۰                   | تاریخ افتتاح | Terminal | Through | رده‌بندی |
| ------------- | ----- | ------------- | ----------------------------------------------------- | ----------------------------------------------------------------------- | ------------- | --- | ------------------------- | ------------------------- | ------------------------- | ------------------------- | ------------ | -------- | ------- | ------- |
| بلکفرایرز     |       | سیتی لندن     | ۵۱°۳۰′۴۰″شمالی ۰°۰۶′۱۱″غربی / ۵۱٫۵۱۱°شمالی ۰٫۱۰۳°غربی | Thameslink                                                              | NW, N, S, SE  | تیمزلینک، فرودگاه گاتویک، فرودگاه لوتن                                                                   | ۱۱٫۸۵۲                    | ۱۲٫۴۴۰                    | ۱۲٫۹۵۹                    | ۱۲٫۰۸۹                    | ۱۸۸۶         | ۲        | ۲       | A       |
| خیابان کنن    |       | سیتی لندن     | ۵۱°۳۰′۳۶″شمالی ۰°۰۵′۲۴″غربی / ۵۱٫۵۱۰°شمالی ۰٫۰۹۰°غربی | نتوورک ریل                                                              | SE            | کنت و ساسکس شرقی                                                                                         | ۲۱٫۱۰۶                    | ۲۲٫۰۴۵                    | ۲۱٫۶۴۶                    | ۲۰٫۲۲۹                    | ۱۸۶۶         | ۷        | ۰       | A       |
| چرینگ کراس    |       | شهر وست‌مینستر | ۵۱°۳۰′۲۵″شمالی ۰°۰۷′۲۳″غربی / ۵۱٫۵۰۷°شمالی ۰٫۱۲۳°غربی | Network Rail                                                            | SE            | کنت و ساسکس شرقی                                                                                         | ۳۴٫۷۷۹                    | ۳۶٫۲۹۴                    | ۳۶٫۶۶۰                    | ۳۶٫۴۶۰                    | ۱۸۶۴         | ۶        | ۰       | A       |
| سیتی تیمزلینک |       | سیتی لندن     | ۵۱°۳۰′۵۸″شمالی ۰°۰۶′۱۱″غربی / ۵۱٫۵۱۶°شمالی ۰٫۱۰۳°غربی | Thameslink                                                              | NW, N, S, SE  | تیمزلینک, فرودگاه گاتویک, فرودگاه لوتن                                                                   | ۵٫۴۷۹                     | ۵٫۳۷۰                     | ۵٫۲۹۴                     | ۵٫۱۶۳                     | ۱۹۸۸         | ۰        | ۲       | C       |
| یوستون        |       | کمدن          | ۵۱°۳۱′۴۱″شمالی ۰°۰۷′۵۹″غربی / ۵۱٫۵۲۸°شمالی ۰٫۱۳۳°غربی | Network Rail                                                            | NW            | خط اصلی ساحل غربی                                                                                        | ۲۵٫۵۸۵                    | ۲۸٫۷۳۹                    | ۳۱٫۱۷۹                    | ۳۰٫۰۶۸                    | ۱۸۳۷         | ۱۸       | ۰       | A       |
| خیابان فنچورچ |       | سیتی لندن     | ۵۱°۳۰′۴۰″شمالی ۰°۰۴′۴۱″غربی / ۵۱٫۵۱۱°شمالی ۰٫۰۷۸°غربی | Network Rail                                                            | E             | ساوتند-آن-سی                                                                                             | ۱۵٫۱۸۹                    | ۱۵٫۹۷۶                    | ۱۶٫۵۷۶                    | ۱۵٫۰۹۳                    | ۱۸۴۱         | ۴        | ۰       | A       |
| کینگز کراس    |       | کمدن          | ۵۱°۳۱′۵۵″شمالی ۰°۰۷′۲۳″غربی / ۵۱٫۵۳۲°شمالی ۰٫۱۲۳°غربی | Network Rail                                                            | N             | خط اصلی ساحل شرقی                                                                                        | ۲۲٫۵۰۴                    | ۲۳٫۹۴۵                    | ۲۴٫۶۴۱                    | ۲۴٫۸۱۸                    | ۱۸۵۲         | ۱۲       | ۰       | A       |
| لیورپول       |       | سیتی لندن     | ۵۱°۳۱′۰۵″شمالی ۰°۰۴′۵۲″غربی / ۵۱٫۵۱۸°شمالی ۰٫۰۸۱°غربی | Network Rail                                                            | E, NE         | شرق انگلستان، فرودگاه استانستد                                                                           | ۵۵٫۲۶۶                    | ۵۷٫۷۹۰                    | ۵۶٫۱۹۸                    | ۵۱٫۵۹۶                    | ۱۸۷۴         | ۱۸       | ۰       | A       |
| پل لندن       |       | سات‌ارک        | ۵۱°۳۰′۱۸″شمالی ۰°۰۵′۱۰″غربی / ۵۱٫۵۰۵°شمالی ۰٫۰۸۶°غربی | Network Rail                                                            | S, SE, NW     | کنت, ساسکس شرقی, فرودگاه گاتویک                                                                          | ۴۷٫۵۷۷                    | ۵۰٫۶۰۲                    | ۴۹٫۹۰۱                    | ۴۸٫۷۲۳                    | ۱۸۳۶         | ۹        | ۶       | A       |
| ماریلبون      |       | شهر وست‌مینستر | ۵۱°۳۱′۱۹″شمالی ۰°۰۹′۴۷″غربی / ۵۱٫۵۲۲°شمالی ۰٫۱۶۳°غربی | Chiltern Railways                                                       | NW            | بیرمنگام                                                                                                 | ۱۱٫۶۳۹                    | ۱۱٫۵۵۹                    | ۱۱٫۶۴۵                    | ۱۱٫۷۵۸                    | ۱۸۹۹         | ۶        | ۰       | A       |
| مورگیت        |       | سیتی لندن     | ۵۱°۳۱′۰۵″شمالی ۰°۰۵′۱۷″غربی / ۵۱٫۵۱۸°شمالی ۰٫۰۸۸°غربی | متروی لندن                                                              | N             | هرتفوردشر                                                                                                | ۹٫۲۳۶                     | ۱۰٫۱۰۹                    | ۹٫۳۷۴                     | ۶٫۷۳۷                     | ۱۸۶۵         | ۲        | ۰       | E       |
| اولد استریت   |       | ایزلینگتون    | ۵۱°۳۱′۳۰″شمالی ۰°۰۵′۱۳″غربی / ۵۱٫۵۲۵°شمالی ۰٫۰۸۷°غربی | متروی لندن                                                              | N             | هرتفوردشر                                                                                                | ۰٫۷۳۴                     | ۰٫۸۱۳                     | ۰٫۸۲۸                     | ۱٫۳۷۲                     | ۱۹۰۱         | ۰        | ۲       | E       |
| پادینگتون     |       | وست‌مینستر     | ۵۱°۳۱′۰۱″شمالی ۰°۱۰′۳۷″غربی / ۵۱٫۵۱۷°شمالی ۰٫۱۷۷°غربی | Network Rail                                                            | W             | خط اصلی بزرگ غربی، فرودگاه هیترو لندن                                                                    | ۲۷٫۲۵۹                    | ۲۶٫۵۲۱                    | ۳۲٫۶۹۷                    | ۲۹٫۱۰۴                    | ۱۸۵۴         | ۱۴       | ۰       | A       |
| سنت پنکراس    |       | کمدن          | ۵۱°۳۱′۴۸″شمالی ۰°۰۷′۳۰″غربی / ۵۱٫۵۳۰°شمالی ۰٫۱۲۵°غربی | Network Rail, خط ۱ قطار تندرو بریتانیا و Eurostar International Limited | N, NW, S, SE  | خط اصلی میدلند، فرودگاه گاتویک, فرودگاه لوتن, خط ۱ قطار تندرو بریتانیا (کنت), یورواستار (بلژیک و فرانسه) | ۵٫۷۷۷                     | ۶٫۶۲۴                     | 19.326                    | ۱۸٫۰۲۰                    | ۱۸۶۸         | ۱۳       | ۲       | A/C     |
| ووکسال        |       | لمبت          | ۵۱°۲۹′۰۶″شمالی ۰°۰۷′۱۹″غربی / ۵۱٫۴۸۵°شمالی ۰٫۱۲۲°غربی | South West Trains                                                       | SW            | جنوب غربی انگلستان                                                                                       | ۱۰٫۴۶۹                    | ۱۵٫۴۲۰                    | ۱۴٫۵۸۲                    | ۱۳٫۸۹۰                    | ۱۸۴۸         | ۰        | ۱۰      | B       |
| ویکتوریا      |       | وست‌مینستر     | ۵۱°۲۹′۴۶″شمالی ۰°۰۸′۳۸″غربی / ۵۱٫۴۹۶°شمالی ۰٫۱۴۴°غربی | Network Rail                                                            | S, SE, SW     | کنت, ساسکس شرقی, فرودگاه گاتویک                                                                          | ۶۶٫۷۴۹                    | ۷۰٫۸۵۴                    | ۷۰٫۱۵۷                    | ۷۰٫۲۲۴                    | ۱۸۶۲         | ۱۹       | ۰       | A       |
| واترلو        |       | لمبت          | ۵۱°۳۰′۱۱″شمالی ۰°۰۶′۴۷″غربی / ۵۱٫۵۰۳°شمالی ۰٫۱۱۳°غربی | Network Rail                                                            | SW            | جنوب غربی انگلستان                                                                                       | ۸۹٫۹۹۳                    | ۹۱٫۴۵۲                    | ۸۸٫۵۴۸                    | ۸۶٫۳۹۷                    | ۱۸۴۸         | ۲۲       | ۰       | A       |
| واترلو شرقی   |       | لمبت          | ۵۱°۳۰′۱۴″شمالی ۰°۰۶′۳۶″غربی / ۵۱٫۵۰۴°شمالی ۰٫۱۱۰°غربی | Southeastern                                                            | S, SE         | کنت, ساسکس شرقی                                                                                          | ۶٫۳۲۹                     | ۶٫۵۳۷                     | ۶٫۶۷۵                     | ۶٫۷۱۴                     | ۱۸۶۹         | ۰        | ۴       | B       |